# Techtronic Industries
Techtronic Industries Company Limited (TTI Group или TTI) — транснациональный производитель ручных и электрических инструментов под брендами Milwaukee, AEG, Ryobi, Empire, Imperial Blades, Stiletto, Hart и Homelite, а также оборудования для ухода за полами под брендами Hoover, Dirt Devil, Vax и Oreck. Компания основана в 1985 году, штаб-квартира расположена в Гонконге. Входит в число крупнейших компаний Китая, в 2023 году занял 936-е место в рейтинге Forbes Global 2000.  

## История
В 1985 году Хорст Джулиус Падвилл и Рой Чи Пин Чун основали OEM-производителя электротехники Techtronic Industries (TTI). В 1987 году компания начала производить беспроводные электроинструменты под маркой Craftsman для торговой сети Sears, а вскоре — беспроводные пылесосы для компании Bissell. В 1988 году были открыты производственные мощности в городе Дунгуань (Гуандун). В 1990 году TTI провела IPO на Гонконгской фондовой бирже. В 1999 году TTI приобрела бренд электротехники Vax и предприятия по выпуску пылесосов в Великобритании и Австралии. 
В 2000 году Techtronic приобрела лицензию на производство инструментов Ryobi в Северной Америке. В 2001 году TTI приобрела у компании John Deere американского производителя садового оборудования Homelite Corporation, заключила партнёрство с торговой сетью The Home Depot и приобрела лицензию на производство инструментов Ryobi в Европе. 
В 2002 году TTI приобрела лицензию на производство инструментов Ryobi в Австралии и Новой Зеландии. 2003 году Techtronic приобрела американскую компанию Royal Appliance Manufacturing (RAM), которая производила пылесосы под брендами Royal и Dirt Devil, а также начала производить инструменты под маркой Ridgid для The Home Depot. В 2005 году Techtronic Industries завершила приобретение у шведской группы Atlas Copco немецких производителей электроинструментов AEG Power Tools и DreBo, а также американского производителя электроинструментов Milwaukee Electric Tool. 
В 2007 году TTI приобрела у Whirlpool Corporation американского производителя пылесосов The Hoover Company за 107 млн долларов, а также купила бренд ручных инструментов Stiletto. В 2008 году в Дунгуане начал работу Азиатский промышленный парк Techtronic Industries, а в 2011 году — Азиатский инновационный центр компании. В 2013 году Royal Appliance Manufacturing приобрела активы обанкротившегося американского производителя пылесосов Oreck Corporation. 
В 2014 году TTI Group приобрела бренд измерительных инструментов Empire Level, а в 2018 году — бренд инструментов для резки Imperial Blades. В 2019 году акции Techtronic Industries вошли в состав индекса Hang Seng, а дочерняя компания Hart Tools стала эксклюзивным поставщиком ручных и электроинструментов для торговой сети Walmart.

## Деятельность
Предприятия Techtronic Industries расположены в Китае (Дунгуань и Шэньчжэнь), Вьетнаме (Тануен), США (Вашингтон, Уокешо и Дейн), Мексике и Германии.
Основными конкурентами Techtronic Industries на мировом рынке электроинструментов являются Bosch, Hilti, Stanley Black & Decker и Makita.
По итогам 2022 года основные продажи Techtronic Industries пришлись на электроинструменты (93 %) и оборудование для ухода за полами (7 %). Крупнейшими рынками сбыта были Северная Америка (77,2 %) и Европа (14,5 %).

### Структура
В состав TTI Group входят:
- Techtronic Appliances (Hong Kong) Ltd. (Гонконг)
- Techtronic Trading Ltd. (Гонконг)
- Homelite Far East Co. Ltd. (Гонконг)
- Gimelli Laboratories Co. Ltd. (Гонконг)
- Solar Wide Industrial Ltd. (Гонконг)
- Techtronic Industries Taiwan Co. Ltd. (Тайчжун, Тайвань)
- Techtronic Industries Canada Inc. (Торонто, Канада)
- Ryobi Technologies Canada Inc. (Кеймбридж, Канада)
- Techtronic Industries North America Inc. (Форт-Лодердейл, США)
- TTI Floor Care North America (Шарлотт, США)
- Homelite Consumer Products Inc. (Андерсон, США)
- Techtronic Industries Power Equipment (Андерсон, США)
- OWT Industries Inc. (Пикенс, США)
- Royal Appliance Manufacturing Co. (Гленвиллоу, США)
- Milwaukee Electric Tool Corp. (Брукфилд, США)
- Ryobi Technologies SAS (Ле-Мениль-Амело, Франция)
- Ryobi Technologies GmbH (Хильден, Германия)
- Royal Appliance International GmbH (Хильден, Германия)
- A & M Electric Tools GmbH (Винненден, Германия)
- DreBo Werkzeugfabrik GmbH (Альтсхаузен, Германия)
- Ryobi Technologies (UK) Ltd. (Бакингемшир, Великобритания)
- Vax Ltd. (Вустершир, Великобритания)
- Techtronic Industries Australia Pty Ltd. (Парраматта, Австралия)
- Vax Appliances (Australia) Pty Ltd. (Малага, Австралия)
- Techtronic Industries NZ Ltd. (Окленд, Новая Зеландия)

### Бренды
- Milwaukee (строительные электроинструменты и аксессуары, в том числе сверлильные и шлифовальные, для крепления и разрезания)
- Ryobi (строительные электроинструменты и аксессуары, газонокосилки, вентиляторы и складское оборудование)
- AEG (строительные электроинструменты и аксессуары, в том числе сверлильные и шлифовальные)
- Imperial Blades (строительные электроинструменты и аксессуары, в том числе универсальные резаки)
- Stiletto (ручные инструменты, в том числе молотки, гвоздодеры и гаечные ключи)
- Hart (ручные инструменты, в том числе молотки, гвоздодеры, кувалды и топоры)
- Kango (ручные инструменты и аксессуары, в том числе отвёртки, свёрла и лезвия)
- Empire (инструменты для измерения и маркировки, в том числе уровни и лазерные линейки)
- Hoover (пылесосы и устройства для чистки ковровых покрытий)
- Oreck (пылесосы, устройства для чистки ковровых покрытий и очистители воздуха)
- Vax (пылесосы и устройства для чистки ковровых покрытий)
- Dirt Devil (пылесосы и устройства для чистки ковровых покрытий)
- Homelite (электрические и бензиновые инструменты для сада, в том числе газонокосилки, пилы и триммеры)

- Лобзик Ryobi
- Шуруповёрт Milwaukee
- Дрель Ryobi
- Пила Milwaukee

## Акционеры
Контрольный пакет акций Techtronic Industries принадлежит соучредителям компании — миллиардерам Хорсту Джулиусу Падвиллу (19,82 %) и Рою Чи Пин Чуну (2,7 %); среди других акционеров компании — Capital Research & Management (6,26 %), The Vanguard Group (2,47 %), Cordless Industries (2,02 %), семья Хорста Джулиуса Падвилла (1,85 %), Schroder Investment Management (1,37 %), FIL Investment Management (1,34 %), Norges Bank Investment Management (1,3 %) и First Sentier Investors (1,17 %).